# Xavier McDaniel
Pour les articles homonymes, voir McDaniel.
Xavier Maurice McDaniel (né le 4 juin 1963, à Columbia, Caroline du Sud) est un ancien joueur américain de basket-ball de National Basketball Association (NBA) de 2,01 m évoluant aux postes d'ailier et d'ailier fort. Il est le premier joueur universitaire à être meilleur marqueur et rebondeur la même saison en NCAA. Recruté à la quatrième place de la Draft 1985 de la NBA, il évolue sous les couleurs des SuperSonics de Seattle, des Suns de Phoenix, des Knicks de New York, des Celtics de Boston et enfin des Nets du New Jersey lors de sa carrière en NBA. Il fait ensuite quelques apparitions au cinéma et à la télévision.

## Carrière de joueur de basket-ball
Xavier McDaniel effectue sa carrière universitaire à Wichita State. Il est le premier joueur à être meilleur marqueur (27,2 points) et meilleur rebondeur (14,2 rebonds) la même saison en NCAA. Il est sélectionné au quatrième rang de la Draft 1985 de la NBA par les SuperSonics de Seattle. Dans cette équipe, McDaniel fait partie du « Big Mac », incluant Nate McMillan et Derrick McKey. Il participe au All-Star Game 1988.
Arrivé en agent libre aux Celtics de Boston en 1992, il est un titulaire régulier pendant la saison 1992-1993 durant laquelle il est deuxième meilleur marqueur de la franchise derrière Reggie Lewis et deuxième meilleur rebondeur derrière Robert Parish. Il se transforme en remplaçant performant les deux saisons suivantes. Il part ensuite jouer en Europe, dans le club grec d'Iraklis, avec qui il remporte la Coupe de Grèce 1996. Puis il revient aux États-Unis en fin de saison pour finir sa carrière avec les Nets du New Jersey.

## Apparitions à la télévision et au cinéma
Xavier McDaniel fait ses débuts au cinéma en 1992 avec une brève apparition dans le film Singles. L'année suivante, McDaniel participe à la série télévisée Mariés, deux enfants où il joue un joueur All-Star (avec Clyde Drexler et Vlade Divac).
À l'issue de sa carrière, McDaniel apparaît dans une émission de Spike TV de matchs de slamball où il entraîne l'équipe des Riders en 2003. Il fait par la suite quelques apparitions dans des émissions de télé-réalité Pros vs Joes en 2006. Xavier McDaniel joue dans la Orange All-Star Team avec l'ancienne star NBA Clyde Drexler dans un épisode de Pros vs Joes, qui apparaissait aussi avec McDaniel dans le même épisode de Mariés, deux enfants 13 ans auparavant.